# Сан Мартино ин Рипарота (Римини)
Сан Мартино ин Рипарота је насеље у Италији у округу Римини, региону Емилија-Ромања.
Према процени из 2011. у насељу је живело 16 становника. Насеље се налази на надморској висини од 17 м.